# Edwin Cunningham (cầu thủ bóng đá)
Edwin Burnhope Cunningham (20 tháng 9 năm 1919 – tháng 4 năm 1993) là một tiền đạo bóng đá người Anh ra sân tại Football League cho Bristol City.